# Cristiano converso
La expresión cristiano converso designa a quienes, habiendo tenido antes otras creencias religiosas, se han convertido al cristianismo.

## Cristiano nuevo
Cristiano nuevo es la denominación que han recibido históricamente en España las personas convertidas al cristianismo que antes habían practicado otra religión (judaísmo o islam, en la inmensa mayoría de los casos), o sus descendientes incluso varias generaciones después de producirse la conversión original. El concepto se opone al de cristiano viejo, lo que más que entenderse como tener ascendencia cristiana «por los cuatro costados» desde tiempo inmemorial (fuera esto real o imaginario) en la práctica solía reducirse a remontarse a los padres y los cuatro abuelos.

## Cristiano converso
Actualmente, la denominación aplicable a quienes se convierten al Cristianismo es cristiano converso.
En numerosos países musulmanes, los cristianos conversos que antes fueron musulmanes suelen encontrar grandes dificultades para expresar públicamente su nuevo credo religioso. De hecho, en varios de estos países los apóstatas pueden recibir graves castigos, llegando incluso en algunos casos a la pena de muerte; en otros, aunque formalmente esté aceptada la libertad religiosa, la sharia (ley islámica o musulmana) impide su aplicación y socialmente no es tolerada.
Incluso en los países occidentales, los cristianos conversos que antes fueron musulmanes encuentran numerosas dificultades en su entorno familiar y social para expresar su nueva fe.